# Maksim Sergejev
Maksim Sergejev, född 16 juni 1999, är en rysk backhoppare. Sergejev var med i det ryska lag som tog guld i Juniorvärldsmästerskapen i nordisk skidsport 2019 i Lahtis, Finland. Individuellt kom han på en tjugofemte plats. Han debuterade i Världscupen i backhoppning i februari 2019. Sergejev deltog i Världsmästerskapen i nordisk skidsport 2019 i Innsbruck/Seefeld. 
Sergejev blev åẗta i Olympiska vinterspelen för ungdomar 2016 i Lillehammer, Norge.